# Luciuranus
Luciuranus is een kevergeslacht uit de familie glimwormen (Lampyridae). De wetenschappelijke naam van het geslacht werd voor het eerst geldig gepubliceerd in 2016 door Silveira, Khattar en Mermudes.

## Soorten
De volgende soorten zijn bij het geslacht ingedeeld:
- Luciuranus magnoculus Silveira, Khattar & Mermudes, 2016
- Luciuranus desideratus Silveira, Khattar & Mermudes, 2016
- Luciuranus takiyae Silveira, Khattar & Mermudes, 2016
- Luciuranus carioca Silveira, Khattar & Mermudes, 2016